# Dongdaemun-Stadion
Das Dongdaemun-Stadion war ein Fußballstadion in der südkoreanischen Stadt Seoul. 2008 wurde es für den Dongdaemun History & Culture Park abgerissen. 
Der Spatenstich des Stadions wurde am 24. Mai 1925 gesetzt. Eröffnet wurde es am 15. Oktober 1925. Das Stadion wurde für verschiedene Veranstaltungen und Vereine genutzt. 1975 wurde das Stadion als Austragungsstätte für die Leichtathletik-Asienmeisterschaften genutzt. 1983 wurde das Stadion für die Austragung der K League eingesetzt. Fünf Jahre später wurde das Stadion für die Olympischen Sommerspiele 1988 genutzt. 
Zwischen 1990 und 1995 beheimatete das Stadion drei Profivereine aus der K League: Ilhwa Chunma, LG Cheetahs und Yukong Elephants. In dieser Zeit entstand unter anderem das Dongdaemun-Derby. Nach dem Auszug wurde das Stadion nicht weiter verwendet. 2003 wurde das Stadion geschlossen und 2008 wurde das Stadion für den Dongdaemun History & Culture Park abgerissen.